# Aziatisch prachtmotje
Het aziatisch prachtmotje (Labdia semicoccinea) is een vlinder uit de familie van de prachtmotten (Cosmopterigidae). De wetenschappelijke naam van de soort is voor het eerst geldig gepubliceerd in 1859 door Stainton.